# Kosovos riksvapen
Kosovos riksvapen antogs den 17 februari 2008 då Kosovo utropade sin självständighet. Den visar Kosovo, och sex stjärnsymboler. Varje stjärna är en symbol för de olika etniska grupperna i Kosovo. Statsvapnet har stora likheter med Kosovos flagga.